# Breaking the Habit
«Breaking the Habit» (с англ. — «Нарушая привычку») — сингл американской рок-группы Linkin Park и девятая песня с их второго студийного альбома Meteora 2003 года. Изначально задумывалось, что это будет десятиминутный инструментальный трек. Только в этой песне одновременно использованы живые струнные инструменты и живое фортепиано.
Честер Беннингтон неоднократно заявлял, что «Breaking The Habit» — его любимая песня Linkin Park. Честер говорил, что именно эта песня больше всего связана с ним с эмоциональной стороны. Беннингтон чувствовал, что Майк писал о его жизни, и песня записывалась с трудом, потому что каждый раз он начинал плакать в вокальной кабинке. Несмотря на это, Честер записал все вокалы «Breaking the Habit» за один день.
Breaking the Habit лидировал в чарте Modern Rock Tracks, Mainstream Rock Tracks, Canada MuchMusic Chart и в China Top 20.

## Предыстория
"Breaking the Habit" отличается сильным вступлением под влиянием электроники, живыми струнными и гитарой. Это исключение из их предыдущих выступлений ню-метал / рэп-рок, поскольку в них нет ни искаженных гитарных риффов, ни рэп-вокала Майка Шиноды. Участники Linkin Park начали использовать стиль, который они будут изучать на своих более поздних альбомах.
Распространенное заблуждение относительно песни заключается в том, что она была написана вокалистом Честером Беннингтоном из-за его борьбы со злоупотреблением психоактивными веществами. Участник группы Майк Шинода начал писать песню до того, как встретил Беннингтона, основываясь на наркотической зависимости другого близкого друга.
У Шиноды была лирическая идея эмоции, которую он пытался выразить в течение 6 лет до постановки "Meteora". Он пробовал эту тему несколько раз, но, казалось, ничто не соответствовало песне. Тем временем, в процессе создания этого альбома, Майк начал с интерлюдии, скрещивая цифровой ритм со струнными и фортепиано. Неожиданно Брэд и Джо предложили Майку превратить двухминутную интерлюдию в полноценную песню. Песня с предварительным названием "Drawing" была продлена до трех минут и 16 секунд, когда Майк взял ее домой, чтобы написать текст. Менее чем за два часа тексты песен, которые он пытался собрать воедино в течение многих лет, встали на свои места. С некоторыми завершающими штрихами, живым фортепиано и живыми струнными, песня была, наконец, завершена. Таким образом, песня создавалась 6 лет. Он показал написанные им тексты Беннингтону, который прочитал их и расплакался, связав слова до такой степени, что ему было трудно исполнять песню вживую почти год после выхода альбома.
Оригинальная демо-версия этой песни 2002 года с другими текстами и Шинодой на ведущем вокале появляется на "LP Underground XIV".

## Видеоклип
7 июня 2004 года был выпущен клип, снятый на студии Gonzo. Режиссурой клипа, сделанном в стиле аниме, занимался DJ Joe Hahn (Mr. Hahn) под контролем Кадзуто Накадзавы, создавшего анимационную вставку в первом фильме «Убить Билла». Как пишут сами Linkin Park: «Сюжет видео был навеян нашими фанатами, которые говорят нам, что наша музыка помогла им в жизни. Их истории — сердце этого видео». Целый взвод художников компании Gonzo Digimation Holding из Японии создали клип, который завоевал награду MTV VMA 2004 «Выбор Зрителей».
Сюжет клипа: дух разбившегося Честера путешествует по зданию, с которого он спрыгнул, время идёт вспять: мы видим совсем непростые жизненные ситуации, в которые попали жители этого дома.
По состоянию на июль 2024 года видеоклип набрал 341 миллионов просмотров.

### iTunes
Видео для "Breaking the Habit" доступно на iTunes, вместе с видео-версией клипа в прямом эфире. Live-версия была снята с Road to Revolution: Live at Milton Keynes.

## Прием
"Breaking the Habit" была признана одной из лучших песен Linkin Park Billboard (6-е место), Stereogum (2-е) и The Independent.

## Живые представления
"Breaking the Habit" изначально не исполнялась в туре Meteora, пока 15 ноября 2003 года она не была полностью исполнена в Сан-Бернардино. С тех пор песня стала исполнятся в большинстве их концертов. С момента своего дебюта и до конца цикла тура в поддержку третьего альбома группы, Minutes to Midnight, исполнялась с фортепианным вступлением, где играли первый куплет и припев, а после этого начиналась сама песня. Начало также иногда исполняется вживую с расширенным завершением, состоящим из исполнения припева а капелла. После «Концерта для Филиппин» 11 января 2014 года, Linkin Park исключила «Breaking the Habit» из сет-листа группы. Его не играли ее вживую до 17 мая 2015 года в Rock on the Range в Колумбусе, штат Огайо.

## Список композиций
Слова и музыка всех песен — Linkin Park.
| №  | Название                                       | Длительность |
| -- | ---------------------------------------------- | ------------ |
| 1. | «Breaking the Habit»                           | 3:16         |
| 2. | «Crawling» (live at the 2003 Reading Festival) | 3:30         |
| 3. | «Breaking the Habit» (video)                   | 3:16         |

## Участники записи
Linkin Park
- Честер Беннингтон – вокал
- Роб Бурдон – перкуссия
- Брэд Делсон – гитара
- Джо Хан – диджей, семплы
- Дэйв Феникс Фаррелл – басс-гитара
- Майк Шинода – клавишные, семплы

Приглашенные музыканты
- Джоэл Деруэн, Чарли Бишарат, Алисса Парк, Сара Паркинс, Мишель Ричардс, Марк Робертсон – скрипка
- Эван Уилсон, Боб Беккер – альт
- Ларри Корбетт, Дэн Смит – виолончель
- Дэвид Кэмпбелл – струнные

## Чарты
| Чарт (2004)                          | Позиция |
| ------------------------------------ | ------- |
| Австралия (ARIA)                     | 23      |
| Австрия (Ö3 Austria Top 40)          | 43      |
| Canada Rock Top 30 (Radio & Records) | 2       |
| Czech Republic (IFPI)                | 4       |
| Франция (SNEP)                       | 27      |
| Германия (GfK)                       | 25      |
| Ирландия (IRMA)                      | 46      |
| Нидерланды (Dutch Top 40)            | 19      |
| Нидерланды (Single Top 100)          | 41      |
| Новая Зеландия (Recorded Music NZ)   | 27      |
| Poland (ZPAV)                        | 1       |
| Шотландия (OCC Scotland)             | 41      |
| Швейцария (Schweizer Hitparade)      | 56      |
| Великобритания (OCC UK Rock & Metal) | 3       |
| Великобритания (OCC UK Singles)      | 39      |
| США (Billboard Alternative Airplay)  | 1       |
| США (Billboard Adult Pop Airplay)    | 25      |
| США (Billboard Hot 100)              | 20      |
| США (Billboard Pop Airplay)          | 15      |
| США (Billboard Mainstream Rock)      | 1       |

| Чарт (2017)                                  | Позиция |
| -------------------------------------------- | ------- |
| Чехия (Singles Digitál Top 100)              | 69      |
| Словакия (Singles Digitál Top 100)           | 99      |
| США (Billboard Hot Rock & Alternative Songs) | 12      |

| Чарт (2004)          | Позиция |
| -------------------- | ------- |
| US Billboard Hot 100 | 79      |

## Сертификация
| Страна                                                                                         | Статус  | Продажи |
| ---------------------------------------------------------------------------------------------- | ------- | ------- |
| Великобритания                                                                                 | Золотой | 200 000 |
| США                                                                                            | Золотой | 500 000 |
| означает, что данные о партиях продаж и потоковых трансляций основанные только на сертификации |         |         |